# Roger Fouts

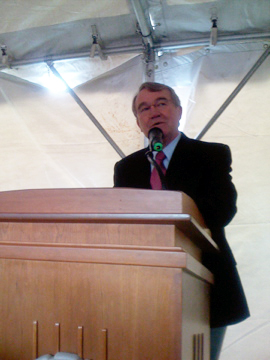
Roger S. Fouts pronunciando elogios a Washoe.

Roger S. Fouts (8 de junio de 1943) es un doctor en psicología que centró su trabajo en el estudio de primates. Es codirector del "Chimpanzee and Human Communication Institute" (CHCI) en Washington y profesor de psicología en la Universicad Central de Washington.

## Aportes
Roger Fouts le enseñó a comunicarse con el lenguaje de señas para mudos (American Sign Language – ASL) a una chimpancé a la que le dieron el nombre de Washoe. Esta luego le enseñó parte de dicho lenguaje a su cría adoptiva. 
Los chimpancés utilizaron el lenguaje de señas para comunicarse entre ellos y recombinaron palabras para formar nuevas frases con las que expresaron sus necesidades, estados de ánimo, etc 
Fouts investigó durante más de treinta años con Washoe y su familia de chimpancés.
Fouts demostró por medio de observaciones repetibles que los chimpancés tienen las estructuras mentales que le permiten comunicarse por medio de un lenguaje que puede utilizar un humano. La falta, en la laringe de los chimpancés, de las estructuras que le permiten a los humanos articular palabras habladas, le impide por completo a un chimpancé comunicarse por medio de palabras habladas, pero nada le impide utilizar sus manos y demás estructuras corporales involucradas en la producción de los símbolos del ASL.

## Obra traducida al español
Primos hermanos: En esta obra Fouts expone sus trabajos con Washoe y su familia.
- Datos: Q321708